# Зарник
Зарник е село в Североизточна България. То се намира в община Кайнарджа, област Силистра.

## История
Забележително е, че броят на населението нараства.

## Културни и природни забележителности
Зарник е в развитие.

## Други
Повечето от населението са емигрирали в чужбина!